# Gabieto Occidental
El Gabieto Occidental és una muntanya de 3.034 m d'altitud, amb una prominència de 98 m, que es troba al massís del Mont Perdut, a la província d'Osca (Aragó). L'ascensió al cim es pot fer des del Refugi de Sarradets.
La primera ascensió la van realitzar Henri Brulle i Jean Bazillac.